# (15402) Suzaku
(15402) Suzaku est un astéroïde de la ceinture principale.

## Description
(15402) Suzaku est un astéroïde de la ceinture principale. Il fut découvert le 9 novembre 1997 à Moriyama par Yasukazu Ikari. Il présente une orbite caractérisée par un demi-grand axe de 2,42 UA, une excentricité de 0,19 et une inclinaison de 2,3° par rapport à l'écliptique.

## Compléments